# ليفربول موسم 2008–09
كان موسم 2008–09 هو الموسم الـ117 لنادي ليفربول منذ إنشائه والموسم السابع والأربعين على التوالي في الدوري الإنجليزي الممتاز لكرة القدم. بدأ الموسم في 1 يوليو 2008 وانتهى في 30 يونيو 2009، مع لعب مباريات تنافسية بين أغسطس ومايو. بعد أن أنهى موسم الدوري الإنجليزي الممتاز السابق في المركز الرابع خلف مانشستر يونايتد وتشيلسي وأرسنال، تحسن أداء ليفربول لينهي موسم 2008–09 في المركز الثاني، بفارق أربع نقاط خلف مانشستر يونايتد، بسجل 25 فوزًا و11 تعادلًا وهزيمتين. ولم يحقق ليفربول سوى تقدم ضئيل في مسابقات الكأس المحلية، وخرج من الجولة الرابعة لكأس الاتحاد الإنجليزي وكأس الرابطة على يد إيفرتون وتوتنهام هوتسبير على التوالي. لقد هزموا في ربع نهائي دوري أبطال أوروبا على يد تشيلسي.
واستحوذ ليفربول على ثمانية لاعبين في سوق الانتقالات، من بينهم فيليب ديغن وأندريا دوسينا ودييغو كافاليري الذين وصلوا في أوائل يوليو. وتم استكمال تشكيلتهم بالتعاقد مع المهاجم روبي كين من توتنهام ولاعب الوسط ألبيرت رييرا في أغسطس. ورحل عن الفريق ثمانية لاعبين من بينهم يون آرنه ريسه وستيف فينان وهاري كيول وحارس المرمى سكوت كارسون والمهاجم بيتر كراوتش، وقد انتقلوا جميعا في فترة الانتقالات الصيفية. بعد ستة أشهر من وصوله إلى ليفربول، تم بيع كين مرة أخرى إلى توتنهام في فترة الانتقالات الشتوية.
بدأ ليفربول الموسم بشكل جيد؛ حيث فاز بثمانية من مبارياته العشر الأولى قبل أن يتعرض للهزيمة أمام توتنهام. وقد تحسن مستواهم بعد ذلك وحققوا فوزًا بنتيجة 5–1 على نيوكاسل يونايتد في نهاية عام 2008، مما ضمن لهم تصدر الدوري قبل بداية العام الجديد. ثلاثة تعادلات متتالية في بداية العام تعني أن مانشستر يونايتد تفوق على ليفربول، وهزيمة 2–0 أمام ميدلزبره في نهاية فبراير قلصت آمالهم في الفوز بالدوري. وبعد ذلك، فاز ليفربول بعشر مباريات من أصل آخر إحدى عشرة مباراة، بما في ذلك الفوز 4–1 على مانشستر يونايتد. لم يكن هذا الهدف كافيا للتفوق على يونايتد، وأنهى ليفربول الموسم متأخرا بأربع نقاط في المركز الثاني.
مثل النادي ستة وعشرون لاعبًا مختلفًا في أربع مسابقات، وكان هناك 16 هدافًا مختلفًا. وكان هداف ليفربول هو ستيفن جيرارد، الذي سجل 24 هدفاً في 44 مباراة. كان المدافع جيمي كاراغر هو صاحب أكبر عدد من المشاركات خلال الموسم بواقع 54 مباراة.